# Ruby Bridges
Ruby Nell Bridges Hall (* 8. září 1954 Tylertown) je americká aktivistka za občanská práva. Byla první afroamerické dítě, které nastoupilo do čistě bělošské základní školy Williama Frantze v Louisianě během desegregační krize v New Orleans 14. listopadu 1960. Stala se námětem pro obraz z roku 1964 od Normana Rockwella The Problem We All Live With (Problém, se kterým žijeme všichni).

## Životopis
Bridges byla nejstarší z pěti dětí Abona a Lucille Bridgesových. Jako dítě trávila mnoho času staráním se o své mladší sourozence, ale užívala si i běžné dětské hry. Když jí byly čtyři roky, rodina se přestěhovala z Tylertownu v Mississippi do New Orleans v Louisianě. V roce 1960, když bylo Ruby šest let, její rodiče zareagovali na žádost Národní asociace pro povznesení barevných lidí (National Association for the Advancement of Colored People) a nabídli, aby se jejich dcera podílela na integraci do školního systému v New Orleans, i přesto, že otec váhal.

### Pozadí doby
Ruby Bridges se narodila právě v době afroamerického hnutí za občanská práva. Případ Brown vs. školní rada Topeky, byl rozhodnut tři měsíce a dvacet dva dní před jejím narozením. Soud vyhlásil segregaci veřejných škol za protiústavní. Ačkoli případ Brown v. školní rada Topeky byl uzavřen už v roce 1954, jižní státy ještě šest let ostře odmítaly rozhodnutí, že musí černé děti integrovat. Mnoho bílých občanů odmítalo integrování škol a ačkoli se jednalo o federální zákon, vedení státu se ho nesnažilo prosazovat. V roce 1957 byly povolány federální jednotky do Litlle Rock v Arkansasu, aby doprovázely devět studentů (Little Rock Nine) během nepokojů, které vypukly důsledkem tohoto rozhodnutí. Pod výrazným tlakem federální vlády, rada orleánské farní školy (Orleans Parish School) zavedla přijímací zkoušky pro studenty na škole Williama Frantze s úmyslem, udržet tak černé děti mimo bílé školy.

### Integrace

Zákaldní škola Williama Frantze v roce 2010

Ruby Bridges chodila do segregované školky v roce 1959. Na začátku roku 1960 byla jednou ze šesti černých dětí v New Orleans, které prošly testem, který určoval, zda mohou jít na základní školu Wiliama Frantze, která byla dosud pouze pro bílé děti. Dvě ze šesti dětí se rozhodly zůstat na své staré škole. Na školu Williama Frantze šla pouze Ruby a další tři děti byly přeloženy do školy McDonogh č.19 a staly se známé jako Trojice z MacDonogh (McDonogh Three). První den ve škole doprovázeli Ruby a její matku čtyři federální policisté. Následující dny federální policie pokračovala v eskortování Ruby do školy, ale její matka již zůstávala doma, aby se postarala o mladší sourozence. Otec Ruby nejdříve váhal, zda má Ruby chodit do této školy, ale matka silně naléhala s tím, že tímto krokem nejen dají dceři lepší vzdělání, ale je to také „krok vpřed“ pro všechny afroamerické děti. Matka nakonec svého manžela přesvědčila.
Ruby svůj první den popsala: „Cestou (do školy) jsem viděla davy lidí, ale protože jsme žili v New Orleans, myslela jsem si že je Mardi Gras. Před školou byl velký dav lidí. Házeli různé věci a křičeli podobně jako o Mardi Gras.“ Bývalý policejní náměstek Spojených států Charles Burks později vzpomínal: „Ukázala velké odhodlání. Nikdy neplakala. Nikdy nenaříkala. Prostě pochodovala vedle nás jako voják a my všichni jsme na ni byli velmi velmi hrdí.“

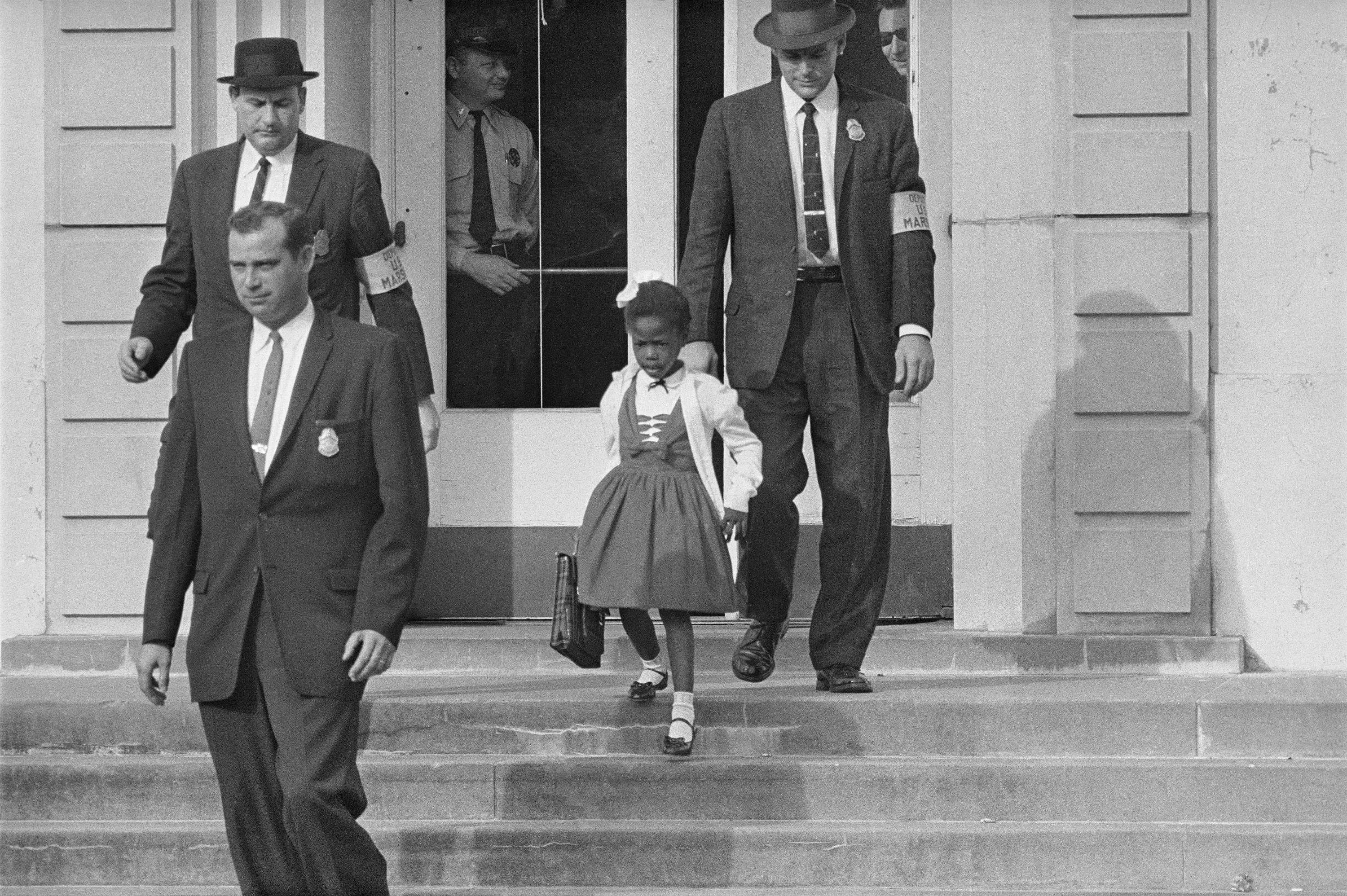
Federální policie doprovází Ruby Bridges ze školy

Jakmile Bridges vstoupila do školy, bílí rodiče spěchali dovnitř aby si odvedli své děti. Všichni učitelé, až na jednu výjimku, odmítli učit, když bylo zapsáno černé dítě. Pouze jedna osoba souhlasila, že bude Bridges učit a tou byla Barbara Henry z Bostonu v Massachusetts a po celý rok učila Bridges o samotě „jako by učila celou třídu“.
Celý první den školy strávila Bridges a její matka v ředitelně, protože chaos, který ve škole panoval zabraňoval, aby se přesunuly do třídy. Druhého dne porušil bojkot metodistický kněz Lloyd Anderson Foreman, který odvedl svou pětiletou dceru Pam do školy. Rozzuřenému davu jednoduše řekl „Já prostě jen chci to privilegium vzít vlastní dítě do školy...“ O pár dní později začali i další bílí rodiče vodit své děti do školy a protesty začaly opadat. Ovšem Bridges stále zůstávala jediné černé dítě ve své třídě, a to až do dalšího roku. Každé ráno, když šla do školy, jedna žena vyhrožovala, že ji otráví, a v rukou držela černou panenku v rakvi. Kvůli tomu federální policisté vyslaní prezidentem Eisenhowerem, kteří dohlíželi na její bezpečnost, dovolili Bridges jíst pouze jídlo, které si přinesla z domova.
Dětský psychiatr Robert Coles dobrovolně nabídl Bridges své konzultace během prvního roku ve škole. Setkával se s ní každý týden u Bridgesových doma a později napsal dětskou knihu The Story of Ruby Bridges (Příběh Ruby Bridges), aby seznámil další děti s jejím příběhem. Coles věnoval honorář z prodeje této knihy na Nadaci Ruby Bridges (Ruby Bridges Foundation), která poskytla učební pomůcky a další potřeby chudým dětem ve školách v New Orleans.
Rodina Bridgesových trpěla svým rozhodnutím poslat dceru do školy Williama Frantze. Otec přišel o práci na benzínové stanici; v prodejně potravin, kde rodina nakupovala, už nakupovat nemohla; jejich prarodiče, kteří pracovali jako naturální pachtýři v Mississippi, byli vypovězeni z najatých pozemků; a Abon a Lucille Bridgesovi se rozešli. Ruby Bridges poznamenala, že lidé v jejich komunitě, černí i bílí, ukázali i různé druhy podpory. Některé bílé rodiny pokračovaly v posílání dětí do školy i přes protesty a sousedé našli pro jejího otce novou práci. Místní obyvatelé také hlídali mladší sourozence, hlídali jejich dům a chodili za autem federální policie během cesty do školy. Teprve až v dospělosti Bridges zjistila, že krásné oblečení, ve kterém chodila do školy během prvních týdnů zajistil rodině příbuzný doktora Colese. Podle Bridges by si její rodina nikdy nemohla dovolit šaty, ponožky a boty, které má na sobě na fotografiích s federálními policisty, když ji doprovázeli do školy.

## Dospělost

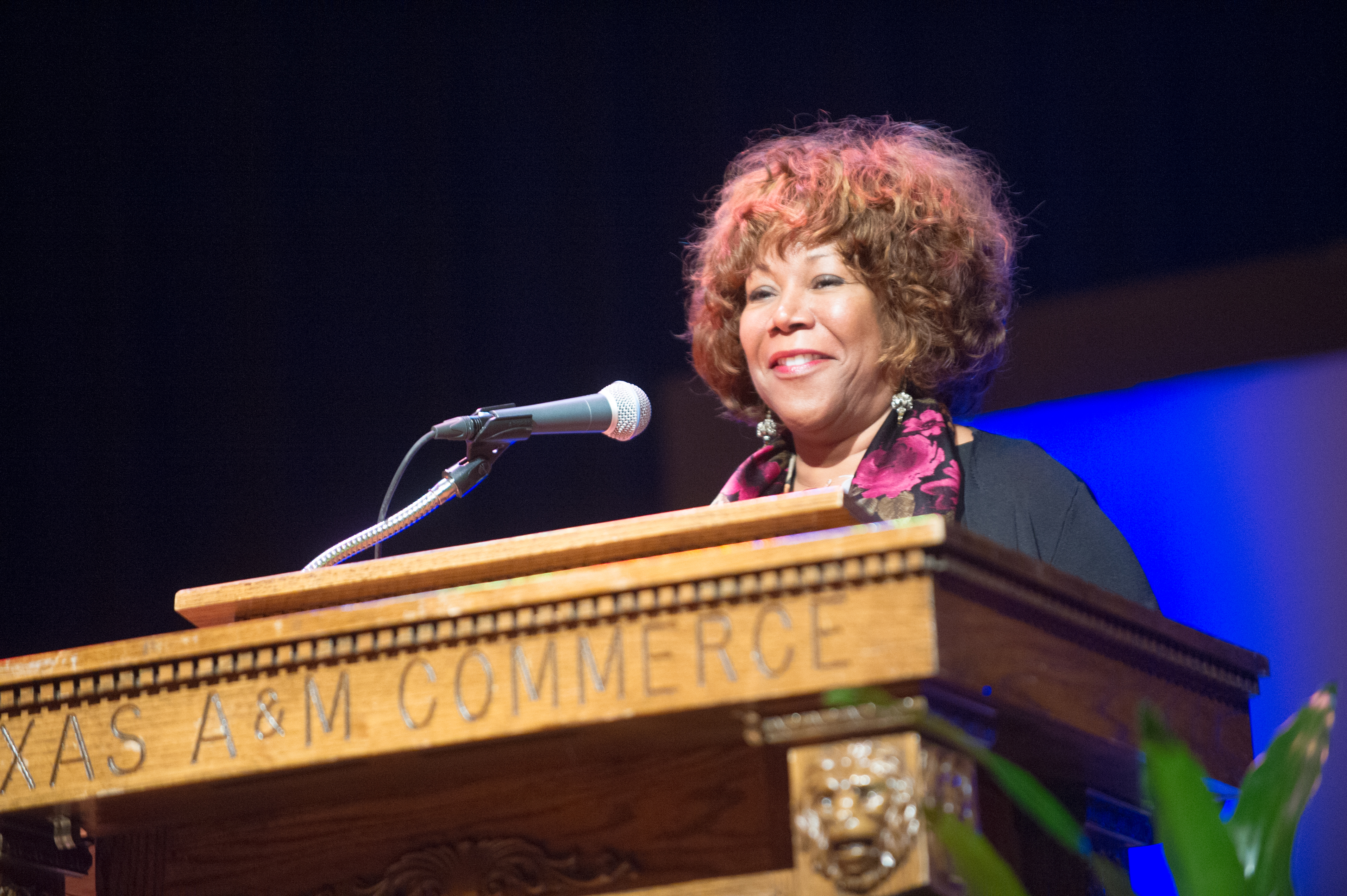
Bridges na Texas A&M University–Commerce v únoru 2015.

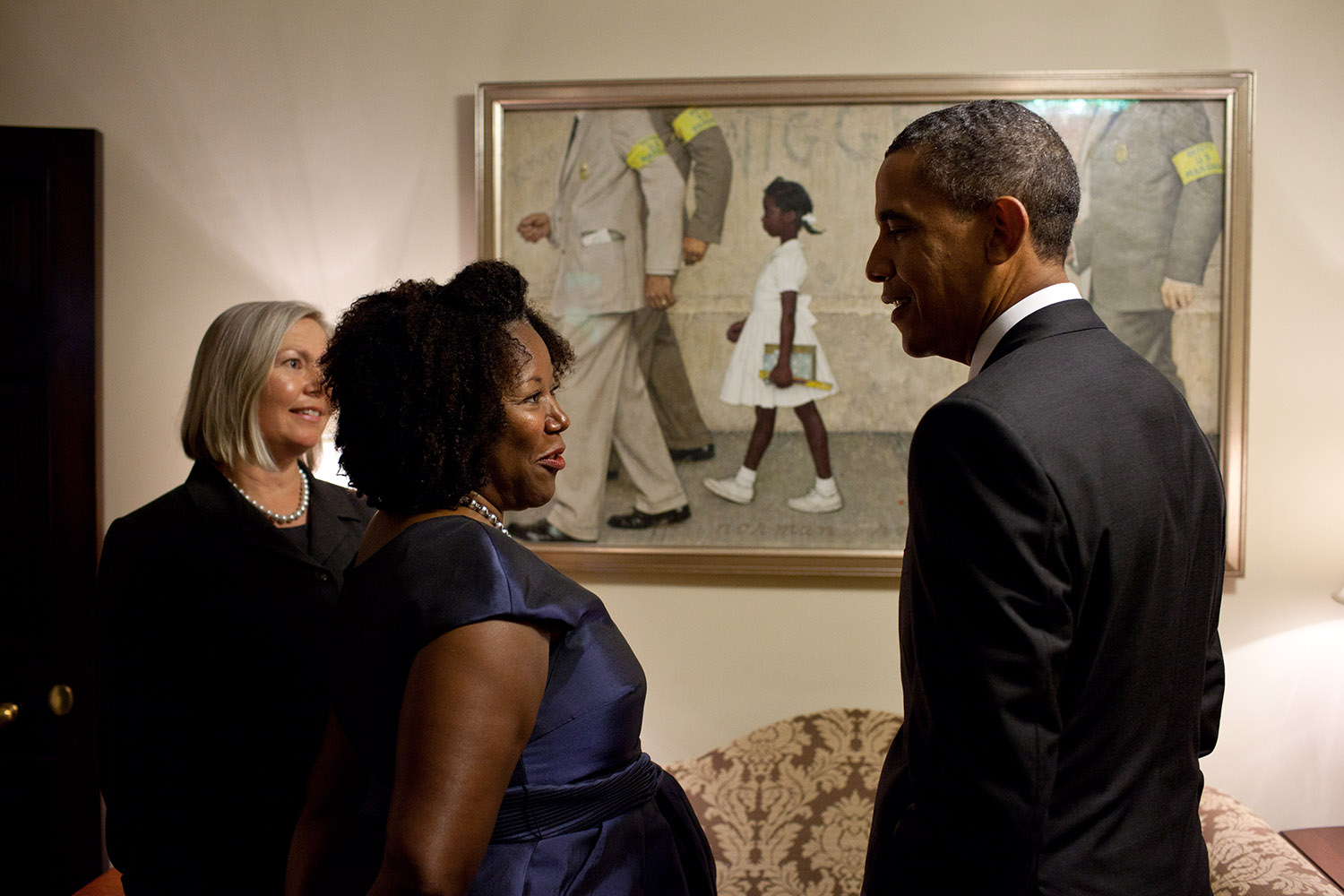
Ruby Bridges a prezident Obama si prohlíží obraz The Problem We All Live With v Bílém domě (2011)

Bridges promluvila na Texas A&M University–Commerce v únoru 2015.
Bridges, která se nyní jmenuje Ruby Bridges Hall, stále žije v New Orleans s manželem Malcolmem Hallem a jejich čtyřmi syny. Po dokončení desegregované střední školy pracovala 15 let jako cestovní agentka, později ji plně zaměstnal chod domácnosti. Nyní vede Nadaci Ruby Bridges, kterou v roce 1999 založila na podporu „hodnot tolerance, respektu a ocenění všech rozdílů“. Pří popisování cílů skupiny sdělila, že „rasismus je nemoc dospělých a my musíme přestat používat naše děti v jejím šíření.“
Bridges je námětem pro skladbu Ruby's Shoes (Rubiiny boty) od Lori McKenny. Příběh jejích útrap při nástupu do školy Williama Frantze vylíčil televizní film z roku 1998 s názvem Ruby Bridges. Bridges si zde zahrála herečka Chaz Monet a její matku ztvárnila Lela Rochon.
Jako další stovky tisíc lidí, Bridges přišla o svůj domov během katastrofických záplav během hurikánu Katrina v roce 2005. Hurikán také výrazně poškodil základní školu Williama Frantze a Bridges hrála výraznou roli v boji, aby škola zůstala otevřená.
V roce 2007, Dětské muzeum v Indianapolis otevřelo novou trvalou expozici dokumentující její život, vedle života Anny Frankové a Ryana Whitea. Expozice s názvem Síla dětí: prosadit změnu stála 6 milionů dolarů a obsahuje autentickou kopii třídy Bridges.
V roce 2010 se Ruby Bridges zúčastnila školního srazu po padesáti letech, společně s Pam Foreman Testroet, která byla prvním bílým dítětem, které porušilo bojkot.
Dne 15. července 2011 se Bridges setkala s prezidentem Barackem Obamou v Bílém domě. Když si prohlíželi obraz Normana Rockwella, na němž je Bridges vyobrazena, jí prezident řekl: „Myslím si, že je fér říci, že kdyby nebylo vás, možná bych tu teď nebyl a my bychom si tohle teď neprohlíželi.“ Obraz Normana Rockwella byl vystaven v západním křídle Bílého domu před Oválnou pracovnou od července do října roku 2011.

## Ocenění
V září roku 1995, Ruby Bridges a Robert Coles byli oceněni čestným titulem univerzity v Connecticutu a poprvé se také společně objevili na veřejnosti při předávání ocenění.
Kniha Ruby Bridgesové „Mýma očima“ (Through My Eyes) vyhrála cenu Cartera G. Woodsona v roce 2000.
Dne 8. ledna 2001 dostala Bridges Občanskou prezidentskou medaili od prezidenta Billa Clintona.
Školní obvod Alameda Unified v Kalifornii pojmenoval v roce 2006 podle Bridges novou základní školu a vydal na její počest prohlášení. Následující měsíc byla honorována jako Hrdinka proti rasismu na 12. koncertu Národního symfonického orchestru „proti nenávisti“ pořádaným Anti-Defamation League (Liga proti hanobení) v Kennedyho centru ve Washingtonu D.C.
Dne 19. března 2012 Bridges získala čestný titul z univerzity Tulane během promoce v Mercedes-Benz Superdome.
V roce 2014 byla odhalena socha Ruby Bridges na dvorku základní školy Williama Frantze.
Dne 5. března 2024 byla Ruby Bridges uvedena do Národní ženské síně slávy. Na slavnostním ceremoniálu byla uvedena do síně slávy společně se slavnou tenistkou Serenou Williams. Toto uznání vyzdvihuje významný přínos Bridges k občanským právům a vzdělávání ve Spojených státech.

## Knihy
V roce 1999 jí vyšla kniha Through My Eyes a v roce 2009 vyšla kniha Ruby Bridges Goes To School: My True Story.